# Saša Stamenković
Saša Stamenković, cyr. Саша Стаменковић (ur. 5 stycznia 1985 w Leskovacu) – serbski piłkarz występujący na pozycji bramkarza w azerskim klubie Neftçi PFK, do której przeszedł latem 2011 roku. W 2008 roku wystąpił wraz z reprezentacją Serbii na Igrzyskach Olimpijskich w Pekinie.